# Neil Stephens
Neil Stephens (Canberra, 1 d'octubre de 1963) és un ciclista australià, que fou professional des del 1987 fins al 1998.
Del seu palmarès destaca la victòria d'etapa al Tour de França de 1997 i dos Campionats nacionals en ruta. El 1992 es va convertir en el primer ciclista no europeu en acabar el Tour de França, el Giro d'Itàlia i la Volta a Espanya al mateix any.
Actualment és un dels directors esportius de l'equip Orica-Scott.

## Palmarès
- 1986
  - 1r al Herald Sun Tour
- 1988
  - Vencedor d'una etapa de la Milk Race
- 1990
  - Vencedor d'una etapa de la Herald Sun Tour
  - Vencedor d'una etapa de la Volta a Portugal
- 1991
  -  Campió d'Austràlia en ruta
  - 1r a la Clàssica d'Ordizia
- 1992
  - 1r al Trogeu Calvià de la Challenge de Mallorca
- 1993
  - 1r a la Clàssica d'Ordizia
  - Vencedor d'una etapa de la Euskal Bizikleta
- 1994
  -  Campió d'Austràlia en ruta
  - 1r a la Clàssica d'Ordizia
- 1995
  - 1r a la Clàssica d'Ordizia
  - 1r al Tasmania Summer Tour i vencedor de 2 etapes
  - 1r a la Geelong Bay Classic Series i vencedor de 3 etapes
- 1996
  - 1r a la Volta a Andalusia
  - Vencedor d'una etapa de la Volta al País Basc
- 1997
  - Vencedor d'una etapa de la Tour de França

### Resultats al Giro d'Itàlia
- 1986. 78è de la classificació general
- 1992. 57è de la classificació general

### Resultats a la Volta a Espanya
- 1992. 66è de la classificació general
- 1994. 26è de la classificació general
- 1995. 29è de la classificació general
- 1997. 55è de la classificació general

### Resultats al Tour de França
- 1992. 72è de la classificació general
- 1993. Abandona
- 1994. 52è de la classificació general
- 1995. 60è de la classificació general
- 1996. 49è de la classificació general
- 1997. 54è de la classificació general. Vencedor d'una etapa
- 1998. Exclòs a la 7a etapa (juntament amb tot l'equip Festina-Lotus)